# 古代ローマ

元老院ならびにローマ市民
Senatus Populusque Romanus

国の標語: Senatus Populusque Romanus
（ラテン語：ローマの元老院と市民）
ローマの領域の変遷

| 先代                | 次代 |
| ------------------- | --- |
| エトルリア サビニ人 | オスマン帝国 イスラム帝国 東ゴート王国 西ゴート王国 ブルグント王国 ヴァンダル王国 スエビ王国 フランク王国 ブルガリア帝国 ヴェネツィア共和国 |
古代ローマ（こだいローマ、羅: Roma antiqua）は、イタリア半島中部に位置した多部族からなる国家の総称である。都市国家から始まり、領土を拡大して地中海世界の全域を支配する世界帝国となった。

## 概要
古代ローマの最初期は王政ローマだった。その後、政体は共和政ローマとなり、またその後、帝政ローマとなった。
伝統的には476年の西ローマ帝国皇帝ロムルス・アウグストゥルスの退位をもって古代ローマの終焉とするのが一般的であるが、ユスティニアヌス1世によってイタリア本土が再構成される554年までを古代ローマに含める場合もある。
ローマ市は、帝国の滅亡後も一都市として存続し続け、世界帝国ローマの記憶は以後の思想や制度に様々な形で残り、今日まで影響を与えている。
共和政ローマの正式な国号は元老院ならびにローマ市民（Senātus Populusque Rōmānus）であり、共和政成立から古代ローマ終焉まで使用された。

## 時代区分

### 王政期
紀元前753年（建国）から紀元前509年まで、トロイア戦争におけるトロイア側の武将で、トロイア滅亡後にイタリア半島に逃れてきたアイネイアースの子孫であるロームルスに始まる伝説上の七人の王が治めていた期間（伝承による）。古代ローマでは、アイネイアースが、トロイア滅亡後、詩、音楽、医学、貿易、政治システムを持って、イタリア半島に逃れて、古代ローマを建国したという物語は、古代ローマが古代ギリシアの歴史とつながる長い連続と価値づけられ、非常に重要と考えられていた。
初期の4人の王はローマ建設時の中心となったラテン人とサビニ人から選ばれているが、その後の3人の王はエトルリア人出身であるとされる。これは初期のローマにおいてエトルリア人による他民族支配を受けていたことを示すと考えられている。

### 共和政期

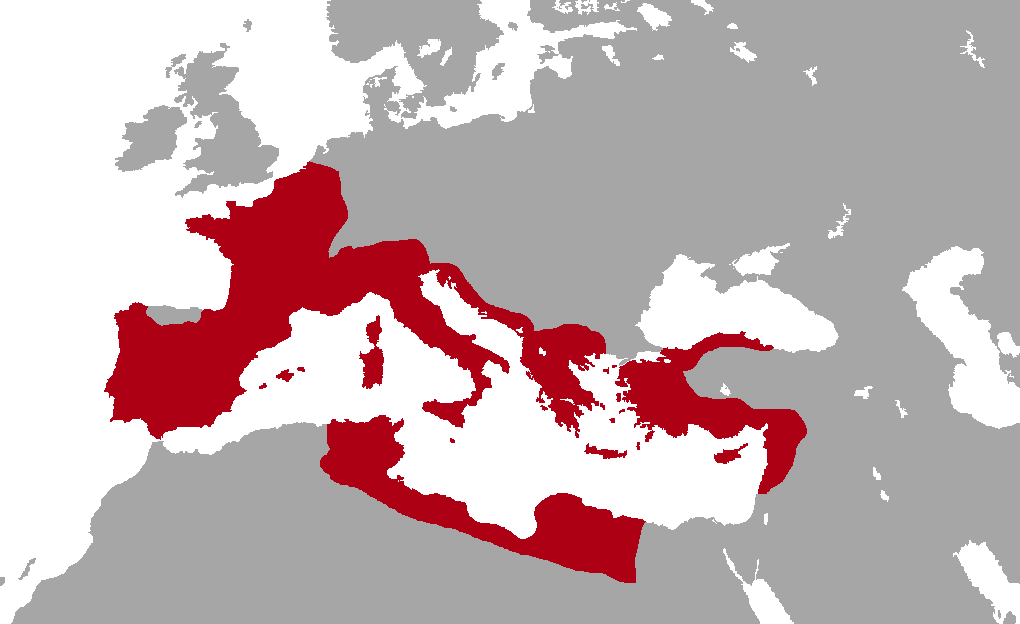
BC44年カエサル統治下の共和政ローマの版図

紀元前509年から紀元前27年まで、ローマがイタリア半島の一都市国家から地中海の全域に属州を持つ帝政になるまでの期間を指す。政治は元老院と執政官ら政務官を中心として、民会などで一般ローマ市民の意思も反映されながら民主的に運営された。
- 共和政初期
  - ルキウス・ユニウス・ブルトゥスによる王政の打倒からイタリア半島の中部・南部を勢力に加えるまでの期間。
  - 政治的にはパトリキとプレブスの身分闘争とその決着が知られている。
- 共和政中期
  - 三次に及ぶカルタゴとのポエニ戦争の時期。
  - セレウコス朝やアンティゴノス朝といったヘレニズム諸国との戦争での勝利によって属州を獲得しその勢力圏を広げていった時期。
- 共和政末期
  - グラックス兄弟の改革と死、その後の内乱の一世紀を経て、アウグストゥスによる帝政の樹立までの期間。
  - ローマで最も史料が豊富な期間の一つである。

### 帝政期

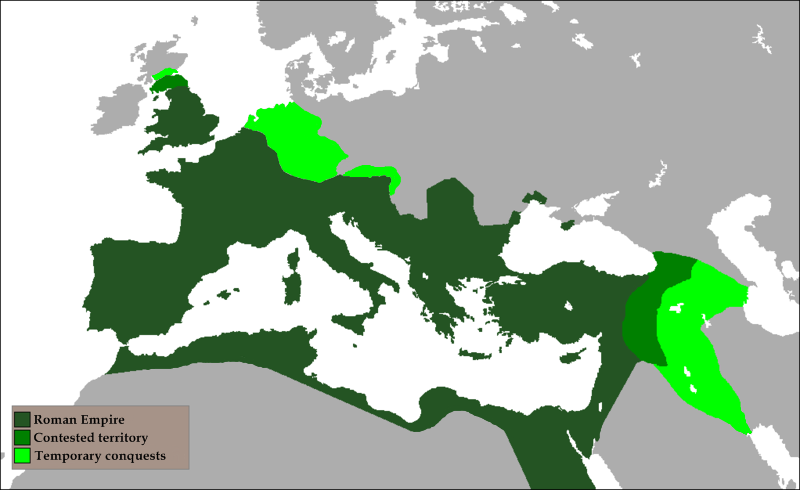
ローマ帝国の最大版図

#### 初期
いくつか分け方が存在する。
1. アウグストゥスからはじまるユリウス＝クラウディウス朝からフラウィウス朝までとするもの。
2. 1. に五賢帝の時代を加えるもの。
3. 2. セウェルス朝なども加えディオクレティアヌスの即位までを帝政初期として帝政全体を二つに分けるもの。

2. の区分が比較的多い。

#### 中期
セウェルス朝から始まり、軍人皇帝時代を経て、ディオクレティアヌス帝が即位するまで。

#### 後期
ディオクレティアヌスの即位を開始とする。そのまま西ローマ帝国の滅亡までを帝政後期としてくくることも多いが、テオドシウス1世の死後に帝国が東西に分裂した後は、通常は西ローマ帝国、東ローマ帝国としてわける。
後期以降の時代は皇帝による専制や君主崇拝が強められ、専制君主制（ドミナートゥス）と呼ばれる。
コンスタンティヌス1世のミラノ勅令によってキリスト教が公認され、徐々にローマの支配イデオロギーの中の枢要な部分を占めるようになっていった。

### 東西分離後

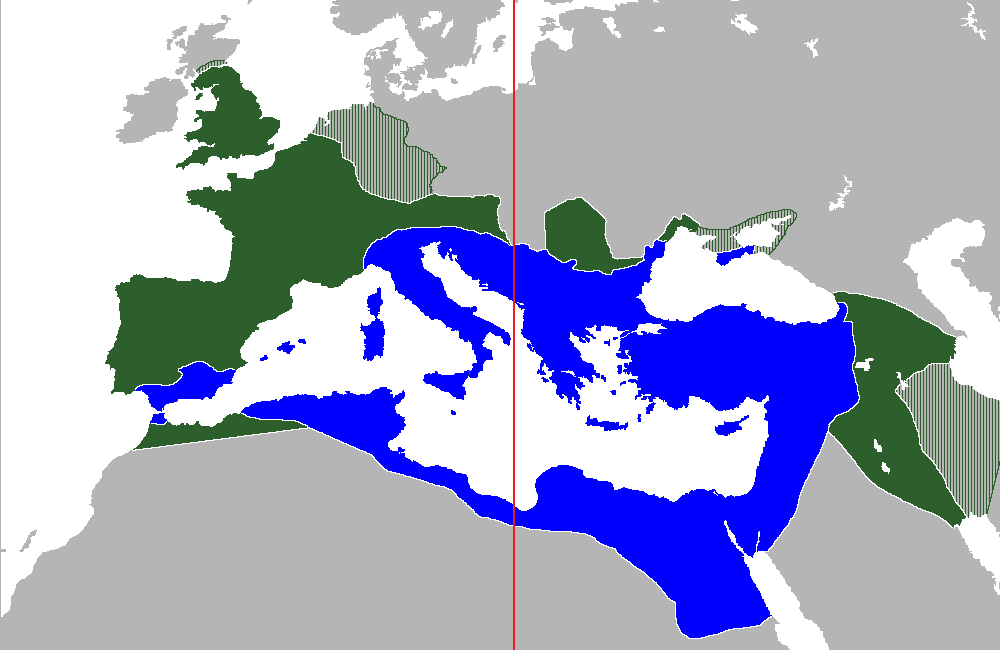
ユスティニアヌス1世時代の東ローマ帝国（青）。青と緑色部分はトラヤヌス帝時代のローマ帝国最大版図。赤線は東西ローマの分割線

#### 西ローマ帝国
その滅亡をもって、ヨーロッパ史では古代と中世との境界とする場合がある。

#### 東ローマ帝国
その滅亡を以って、ヨーロッパ史では中世と近世の境界とする場合がある。

## 戦争・戦闘
- Category:古代ローマの戦争
  - Category:共和政ローマの戦争
  - Category:ローマ帝国の戦争
- Category:古代ローマの戦闘
  - Category:共和政ローマの戦闘
  - Category:ローマ帝国の戦闘
- ローマ軍団

## 古代ローマ期の人物・家について
- Category:古代ローマ人
- Category:古代ローマの人名
- 共和政ローマ執政官一覧
- 帝政ローマ初期執政官一覧
- ローマ皇帝一覧
- ローマ法における地位（英語版）、古代ローマの社会階級（英語版）、奴隷( servi ) 、解放奴隷( liberti )、自由民 ( cives ) 、ノウス・ホモ
- パーテル・ファミリアス（英語版） - イタリアの氏族において、ある氏族の長であり通常はその最年長の男性のことを意味する。氏族制度は「十二机法」に規定されており、氏族の長は、法により制限されるようになるまでは、奴隷を含む氏族の構成員に対する生殺与奪の権利（ius vitae necisque）を有していた[注 1]。家父長制（パトリアーキ）や、明治から昭和前半の日本にあった家制度でいう家督に似る。

### 古代ローマの教育
基本的に古代ギリシアの教育を踏襲する。家庭教師として教育を行うのはパエダゴグスと呼ばれる奴隷・解放奴隷のギリシア人である。
まず、7歳まで母親から教育が行われ、それ以降は父親からローマの成文法である十二表法、宗教的・政治的行事に同伴して実践的な振る舞いなどが教えられる。そのほか、ルドゥス（ルードゥス）と呼ばれる私塾の初等学校で3R's (読み:reading、書き:writing、算術:reckoning)教育が行われる。また、政治関係に進む場合は、たいていギリシア人であった rhetor と呼ばれる教師から教育を受けられる修辞学校に行くこととなった。
古代ローマ時代の男性の50％以上が読み書きできたとされる。平均的な識字率は5-30％以上と推定されている。読み書き出来ない場合でも、Scribaと呼ばれる政府の公証人が代筆や代読を行った。

## 古代ローマ期の文化・書籍
- アッピアノス 『ローマ史』
- カエサル 『ガリア戦記』『内乱記』

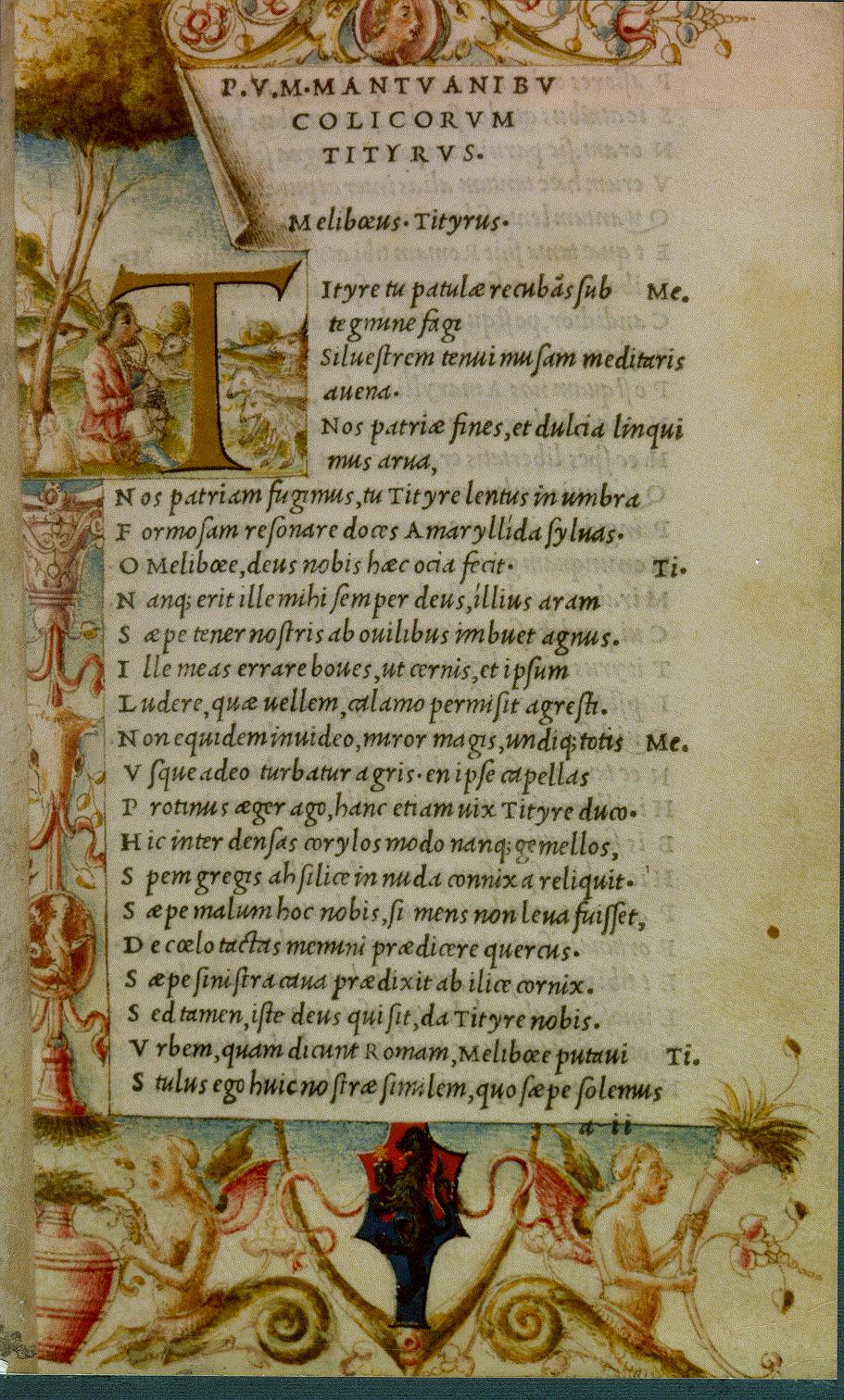
1501年出版のウェルギリウスの叙事詩写本

- サルスティウス 『歴史』 （『カティリナ戦記』 『ユグルタ戦記』）
- スエトニウス 『ローマ皇帝伝』
- タキトゥス 『アグリコラ』、『ゲルマニア』、『歴史』、『年代記』
- ディオ・カッシウス 『ローマ史』
- プルタルコス 『対比列伝』（英雄伝）
- ストラボン 『地理誌』
- プリニウス 『博物誌』
- ポリュビオス 『歴史』
- ティトゥス・リウィウス 『ローマ史』
- アエリウス・スパルティアヌス他5名 『ローマ皇帝群像（ヒストリア・アウグスタ）』
- マルケリヌス・アンミアヌス『歴史』
- ローマ建築
- ローマ美術
- 古代ローマの料理

## 近代以降の古代ローマ史に関する著作
ここでは特に広く知られ、二次資料としての価値が高く、評価の定まった文献のみをあげる。
- エドワード・ギボン　『ローマ帝国衰亡史』
- テオドール・モムゼン　『ローマ史』
- J. B. Bury, History of the later Roman Empire: from the death of Theodosius I. to the death of Justinian, (New York: Dover publications, 1958).
- A.H.M. Jones, The later Roman Empire 284-602: a social economic and administrative survey, (Norman: University of Oklahoma Press, 1964).
- P・ブラウン著、宮島直機訳『古代末期の世界―ローマ帝国はなぜキリスト教化したか?―』刀水書房、2002年